# Justin Russo (personage)
Justin Russo is een personage uit de Amerikaanse televisieserie Wizards of Waverly Place vertolkt door David Henrie.
In de in het Nederlands nagesynchroniseerde versie wordt Justin Russo vertolkt door Paul Boereboom.
Justin is de oudere broer van Max en Alex. Justin wordt gezien als de beste in alles en krijgt altijd complimenten. Hij is de beste tovenaar.
Alex pest Justin altijd met zijn actiefiguren, door ze poppen te noemen, bijvoorbeeld:
Alex: He got all tense and frustrated like he acts around your dolls.
Justin: Actions figures, mint condition, in their original packaging.
Alex: No problem. I'll just catch up to Miranda and tell her about your doll collection.
Justin: They're action figures!

## Familie
| Naam           | Relatie       | Opmerking                      |
| -------------- | ------------- | ------------------------------ |
| Jerry Russo    | Vader         | is eigenlijk Italiaans         |
| Theresa Russo  | Moeder        | is eigenlijk Mexicaans         |
| Alex Russo     | Jongere zus   |                                |
| Max Russo      | Jongere broer |                                |
| Kelbo Russo    | Oom           |                                |
| Megan Russo    | Tante         | heeft ruzie met Jerry en Kelbo |
| Trevor Russo   | Neef          |                                |
| Graeme Russo   | Neef          |                                |
| Ernesto Larkin | Oom           |                                |
| Kim Russo      | Nicht         |                                |